# 조니 아이잭슨
존 하디 아이잭슨(John Hardy Isakson, 1944년 12월 28일 ~ 2021년 12월 28일)는 미국의 정치인이다.

## 학력
- 조지아 대학교 경영학 학사

## 경력
- 1977.01 ~ 1983.01 제134·135·136대 조지아 제20선거구 하원의원
- 1983.01 ~ 1991.01 제137·138·139·140대 조지아 제21선거구 하원의원
- 1983.01 ~ 1991.01 조지아 하원 소수당 대표
- 1993.01 ~ 1997.01 제142·143대 조지아 제21선거구 상원의원
- 1999.02 ~ 2005.01 제106·107·108대 미국 조지아 제6선거구 연방하원의원
- 2005.01 ~ 2019.12 제109·110·111·112·113·114·115·116대 미국 조지아 연방상원의원
- 2009.01 ~ 2015.01 미국 상원 재향군인위원회 간사
- 2015.01 ~ 2019.12 미국 상원 윤리위원회 위원장
- 2015.01 ~ 2019.12 미국 상원 재향군인위원회 위원장

## 역대 선거 결과
| 선거명        | 직책명                       | 대수  | 정당   | 득표율   | 득표수      | 결과 | 당락                   |
| ------------- | ---------------------------- | ----- | ------ | -------- | ----------- | ---- | ---------------------- |
| 1976년 선거   | 하원의원 (조지아 제20선거구) | 134대 | 공화당 | 55.72%   | 25,736표    | 1위  | 조지아 주의원 당선     |
| 1978년 선거   | 하원의원 (조지아 제20선거구) | 135대 | 공화당 | 단독후보 | 무투표      | 1위  | 조지아 주의원 당선     |
| 1980년 선거   | 하원의원 (조지아 제20선거구) | 136대 | 공화당 | 100.00%  | 36,992표    | 1위  | 조지아 주의원 당선     |
| 1982년 선거   | 하원의원 (조지아 제21선거구) | 137대 | 공화당 | 99.99%   | 27,899표    | 1위  | 조지아 주의원 당선     |
| 1984년 선거   | 하원의원 (조지아 제21선거구) | 138대 | 공화당 | 100.00%  | 51,847표    | 1위  | 조지아 주의원 당선     |
| 1986년 선거   | 하원의원 (조지아 제21선거구) | 139대 | 공화당 | 100.00%  | 34,423표    | 1위  | 조지아 주의원 당선     |
| 1988년 선거   | 하원의원 (조지아 제21선거구) | 140대 | 공화당 | 100.00%  | 63,783표    | 1위  | 조지아 주의원 당선     |
| 1990년 선거   | 조지아 주지사                | 79대  | 공화당 | 44.54%   | 645,625표   | 2위  | 낙선                   |
| 1992년 선거   | 상원의원 (조지아 제21부)     | 142대 | 공화당 | 100.00%  | 45,894표    | 1위  | 조지아 주의원 당선     |
| 1994년 선거   | 상원의원 (조지아 제21부)     | 142대 | 공화당 | 100.00%  | 33,187표    | 1위  | 조지아 주의원 당선     |
| 1999년 재선거 | 하원의원 (조지아 제6선거구)  | 106대 | 공화당 | 65.08%   | 51,548표    | 1위  | 조지아주 하원의원 당선 |
| 2000년 선거   | 하원의원 (조지아 제6선거구)  | 107대 | 공화당 | 74.75%   | 256,595표   | 1위  | 조지아주 하원의원 당선 |
| 2002년 선거   | 하원의원 (조지아 제6선거구)  | 108대 | 공화당 | 79.91%   | 163,209표   | 1위  | 조지아주 하원의원 당선 |
| 2004년 선거   | 상원의원 (조지아 제3부)      | 109대 | 공화당 | 57.88%   | 1,864,205표 | 1위  | 조지아주 상원의원 당선 |
| 2010년 선거   | 상원의원 (조지아 제3부)      | 112대 | 공화당 | 58.31%   | 1,489,904표 | 1위  | 조지아주 상원의원 당선 |
| 2016년 선거   | 상원의원 (조지아 제3부)      | 115대 | 공화당 | 54.78%   | 2,135,806표 | 1위  | 조지아주 상원의원 당선 |